# ایزابلای فرانسه
ایزابل (به فرانسوی: Isabelle) (۱۲۹۵-۱۳۵۸ میلادی)، معروف به ماده‌گرگ فرانسه، ملکه همسر انگلستان و همسر ادوارد دوم، پادشاه این کشور بود. او کوچکترین فرزند زنده و تنها دختر فیلیپ چهارم، پادشاه فرانسه و خوآنای یکم، ملکه ناوار بود. ایزابل در زمان خود به زیبایی، مهارت‌های دیپلماتیک و هوش وافر شهره بود.
ایزابل در ۱۲ سالگی به انگلستان فرستاده شد. در این زمان، تنش میان پادشاه انگلستان و بارونهای متنفذ فزونی گرفته بود. همسرش به واسطه حمایت‌های بی‌دریغ از سوگلی‌اش، پی‌یرس گاوستون، بدنام شده بود. اما ایزابل در سال‌های آغازین پشتیبان ادوارد بود. با پی‌یرس رابطهٔ کاری نزدیکی برقرار و از رابطه‌اش با دربار فرانسه برای تحکیم موقعیت و قدرت خود استفاده کرد. در سال ۱۳۱۲ میلادی بارون‌ها، گاوستون را کشتند. ادوارد به سوگلی جدیدی به نام هیو دسپنسر جوان  روی آورد و درصدد گرفتن انتقام گاوستون از قاتلانش برآمد. این اقدامات به جنگ دسپنسر  و دوره‌ای از سرکوب داخلی در انگلستان منجر شد. ایزابل قادر به تحمل هیو دسپنسر نبود و ازدواجش با ادوارد در سال ۱۳۲۵ با مشکل روبرو شد.
ایزابل به بهانهٔ سفر دیپلماتیک به فرانسه، انگلستان را ترک کرد و در آنجا با راجر مورتیمر رابطه‌ای عاشقانه برقرار کرد. آن دو تصمیم گرفتند ادوارد را برانداخته و خاندان دسپنسر را بیرون کنند. ملکه در معیت سپاه کوچکی از مزدوران در سال ۱۳۲۶ به انگلستان بازگشت. در نبردی که درگرفت، سربازان شاه فرار کردند. ایزابل ادوارد را از قدرت خلع کرد و به عنوان نایب‌السلطنهٔ پسرش، ادوارد سوم، بر تخت نشست و رسماً بر تمام انگلستان با اقتدار مطلق حکومت کرد. بسیاری بر این باورند که ایزابل در همین زمان نقشهٔ قتل ادوارد دوم را کشید. اما دیری نپایید که رژیم مطلق ایزابل و مورتیمر شروع به اضمحلال کرد، تا حدی به دلیل ولخرجی‌های ایزابل و تا حدی نیز به خاطر مشکلات فرسایشی نظیر جنگ‌های طولانی و نامحبوب اما موفقیت‌آمیز با پادشاهی اسکاتلند.
پسر ایزابل، ادوارد سوم، در سال ۱۳۳۰ مورتیمر را از قدرت خلع کرد، و اقتدار و قدرت خود را پس گرفت، و معشوق مادرش را اعدام کرد. اما ملکه مجازات نشد و تا سال‌ها بعد با ضمانت سلطنتی از سوی پسرش با احترام به عنوان مادر پادشاه تماماً در آرامش و آسایش و مکنت فراوان در خارج از قصر زندگی کرد تا در سال ۱۳۵۸ درگذشت. در نمایش‌نامه‌ها و ادبیات از ایزابل به عنوان یک شهرآشوب معروف یاد می‌شود و معمولاً به عنوان زنی زیبا و مدبر اما جفاکار و دغلکار به تصویر کشیده می‌شود.

## یادداشت
1. ↑  She-Wolf of France
2. ↑  Piers Gaveston, 1st Earl of Cornwall
3. ↑  Hugh Despenser the Younger
4. ↑  Despenser War
5. ↑  Roger Mortimer